# Campeonato Europeo de Tiro en 10 m de 2022
El LII Campeonato Europeo de Tiro en 10 m se celebró en Hamar (Noruega) entre el 23 y el 27 de marzo de 2022 bajo la organización de la Confederación Europea de Tiro (ESC) y la Federación Noruega de Tiro Deportivo.
Las competiciones se realizaron en el Vikingskipet de la ciudad noruega. 

## Resultados

### Masculino
| Evento                          | Oro                                | Plata                               | Bronce                                |
| ------------------------------- | ---------------------------------- | ----------------------------------- | ------------------------------------- |
| Rifle de aire 10 m (25.03)      | Patrik Jány · Eslovaquia · 45 pts. | Henrik Larsen · Noruega · 36,5 pts. | Miran Maričić · Croacia · 34 pts.     |
| Rifle de aire 10 m (equipos)    | República Checa ·                  | Austria ·                           | Croacia ·                             |
| Pistola de aire 10 m (25.03)    | Robin Walter · Alemania · 43,5     | Juraj Tužinský · Eslovaquia · 41    | Miklós Tátrai · Hungría · 39,5        |
| Pistola de aire 10 m (equipos)  | Italia ·                           | Letonia                             | Alemania ·                            |
| Blanco móvil 10 m (24.03)       | Emil Martinsson · Suecia ·         | Jesper Nyberg · Suecia ·            | József Sike · Hungría ·               |
| Blanco móvil mixto 10 m (26.03) | Emil Martinsson · Suecia · 386     | Jesper Nyberg · Suecia · 379        | Jonáš Bedřich · República Checa · 379 |

### Femenino
| Evento                          | Oro                              | Plata                            | Bronce                          |
| ------------------------------- | -------------------------------- | -------------------------------- | ------------------------------- |
| Rifle de aire 10 m (25.03)      | Teodora Vukojević Serbia 42 pts. | Océanne Muller Francia 37,5 pts. | Jessie Kaps · Bélgica · 35 pts. |
| Rifle de aire 10 m (equipos)    | Polonia ·                        | Noruega ·                        | Francia                         |
| Pistola de aire 10 m (25.03)    | Olena Kostevych · Ucrania · 38,5 | Zorana Arunović Serbia 36        | Sylvia Steiner · Austria · 30,5 |
| Pistola de aire 10 m (equipos)  | Serbia                           | Italia ·                         | Francia                         |
| Blanco móvil 10 m (24.03)       | Lilit Mkrchian Armenia           | Arusiak Grigorian Armenia        | Heili Lepp Estonia              |
| Blanco móvil mixto 10 m (26.03) | Lilit Mkrchian Armenia 373       | Arusiak Grigorian Armenia 370    | Heili Lepp Estonia 358          |

### Mixto
| Evento                    | Oro                                      | Plata                                      | Bronce                                                                                 |
| ------------------------- | ---------------------------------------- | ------------------------------------------ | -------------------------------------------------------------------------------------- |
| Rifle 10 m (26.03)        | Israel Tal Engler Serguei Richter        | Serbia Andrea Arsović Lazar Kovačević      | Italia · Martina Ziviani · Riccardo Armiraglio · Suiza · Chiara Leone · Jan Lochbihler |
| Pistola 10 m (26.03)      | Alemania · Sandra Reitz · Robin Walter   | Bulgaria Antoaneta Kostadinova Kiril Kirov | Serbia · Zorana Arunović · Damir Mikec · Italia · Sara Costantino · Paolo Monna        |
| Blanco móvil 10 m (26.03) | Armenia Gohar Harutiunian Gor Jachatrian | Armenia Hovhannes Margarian Lilit Mkrchian | Noruega · Even Nordsveen · Anneline Tangen                                             |

## Medallero
| Núm. | País            | Oro | Plata | Bronce | Total |
| ---- | --------------- | --- | ----- | ------ | ----- |
| 1    | Armenia         | 3   | 3     | 0      | 6     |
| 2    | Serbia          | 2   | 2     | 1      | 5     |
| 3    | Suecia          | 2   | 2     | 0      | 4     |
| 4    | Alemania        | 2   | 0     | 1      | 3     |
| 5    | Italia          | 1   | 1     | 2      | 4     |
| 6    | Eslovaquia      | 1   | 1     | 0      | 2     |
| 7    | República Checa | 1   | 0     | 1      | 2     |
| 8    | Israel          | 1   | 0     | 0      | 1     |
| 8    | Polonia         | 1   | 0     | 0      | 1     |
| 8    | Ucrania         | 1   | 0     | 0      | 1     |
| 11   | Noruega         | 0   | 2     | 1      | 3     |
| 12   | Francia         | 0   | 1     | 2      | 3     |
| 13   | Austria         | 0   | 1     | 1      | 2     |
| 14   | Bulgaria        | 0   | 1     | 0      | 1     |
| 14   | Letonia         | 0   | 1     | 0      | 1     |
| 16   | Croacia         | 0   | 0     | 2      | 2     |
| 16   | Estonia         | 0   | 0     | 2      | 2     |
| 16   | Hungría         | 0   | 0     | 2      | 2     |
| 19   | Bélgica         | 0   | 0     | 1      | 1     |
| 19   | Suiza           | 0   | 0     | 1      | 1     |
|      | TOTAL           | 15  | 15    | 17     | 47    |